# مهدی یزدان‌خواه
مهدی یزدان‌خواه  (زاده ‎۲ دی ۱۳۷۷) بازیکن واترپلو اهل ایران است. از افتخارات وی میتوان به کسب مدال برنز در بازی‌های آسیایی ۲۰۱۸ اشاره کرد.